# Llano de Ocote
Llano de Ocote är en ort i Mexiko.   Den ligger i kommunen Metlatónoc och delstaten Guerrero, i den sydöstra delen av landet, 280 km söder om huvudstaden Mexico City. Llano de Ocote ligger 816 meter över havet och antalet invånare är 121.
Terrängen runt Llano de Ocote är kuperad. Runt Llano de Ocote är det ganska glesbefolkat, med 24 invånare per kvadratkilometer. Närmaste större samhälle är Iliatenco, 18,1 km väster om Llano de Ocote. I omgivningarna runt Llano de Ocote växer huvudsakligen savannskog.